# Eurytoma iranica
Eurytoma iranica är en stekelart som beskrevs av T.C. Narendran och Lotfalizadeh 1999. Eurytoma iranica ingår i släktet Eurytoma och familjen kragglanssteklar.
Artens utbredningsområde är Iran. Inga underarter finns listade i Catalogue of Life.